# Porcellio albinus
Porcellio albinus är en kräftdjursart som beskrevs av Gustav Budde-Lund 1885. Porcellio albinus ingår i släktet Porcellio, och familjen Porcellionidae. Inga underarter finns listade i Catalogue of Life.